# Le Treizième Apôtre
 (janvier 2012).
Si vous disposez d'ouvrages ou d'articles de référence ou si vous connaissez des sites web de qualité traitant du thème abordé ici, merci de compléter l'article en donnant les références utiles à sa vérifiabilité et en les liant à la section « Notes et références ».
Le Treizième Apôtre est la onzième histoire de la série Natacha de Maurice Tillieux et François Walthéry. Elle est publiée pour la première fois du no 2014 au no 2046 du journal Spirou. Elle est publiée une seconde fois en 2006 du numéro 3559 à 3567. 

## Résumé
Très fatiguée après un vol houleux et une dispute avec Walter, Natacha décide de rendre visite au musée où travaille Justin, un vieil ami qui travaille comme assistant de l'archéologue Karel, afin de déterminer si oui ou non, elle pourra rendre visite à l'expédition que ce dernier prépare en Turquie.
Ayant sauvé le professeur d'une chute de colonne, elle parvient finalement à convaincre ce dernier de la laisser assister aux fouilles avec Walter.
Natacha retrouve donc Walter, lequel s'est consolé du mauvais vol et de leur dispute avec force bouteilles, et l'embarque plus ou moins de force en Turquie – en train, pour changer – afin de passer de splendides vacances à la recherche de la tombe perdue de Matthias, le treizième apôtre.
Seulement, Lacan, le manutentionnaire maladroit du musée, semble leur coller aux basques…

## Personnages
- Natacha et Walter : cette aventure est probablement celle où on apprend le plus de détails les concernant, et leur personnalité se développe. On apprend, entre autres, que Walter a près de 30 ans, a fait son service militaire avec Justin, lit Brecht, a une concierge (Mme Stratska), oublie régulièrement de vider sa baignoire, aime la photographie, et est orphelin de père depuis peu. Pour Natacha, on apprend qu'elle a dû interrompre ses études en archéologie à la suite d'événements familiaux.

- Justin : ami de Natacha et copain de régiment de Walter, il découvre que les deux se connaisse seulement une fois en Turquie. Séparé d'avec sa femme (elle est partie avec les meubles, mais ça ne le gêne pas : il n'aimait pas ces meubles-là), il assiste le professeur Karel dans ses fouilles. Il ne se sépare jamais de son veston. Il échange plaisanteries, jeux de mots idiots et blagues potaches avec Walter.

- Professeur Karel : cet archéologue passionné par l'histoire du christianisme semble ne pas trop aimer que les femmes viennent mettre le nez dans ses fouilles depuis que sa précédente assistante, Tamara Fleury, a subtilisé des pièces de fouille pour les monnayer.

- Sélim : archéologue et plongeur turc, il effectue les fouilles sous-marines pour le professeur Karel et sert d'interface avec le gouvernement turc.

- Tamara Fleury : cette archéologue cherche aussi la tombe de Saint Mathias, mais elle préfère vendre ses découvertes.

- Lacan : l'assistant de Fleury, préfère les méthodes expéditives pour se débarrasser des gêneurs.

## Historique et références
Il s'agit d'une adaptation par Tillieux du scénario de 2 épisodes de sa série Félix, à savoir Les 3 croix (février 1954) et La terre tremble (avril 1954), parus dans la revue belge Heroïc Album.
La planche 21 est un clin d'œil de Walthéry (signalé explicitement par celui-ci) en hommage à l'album de Spirou Le Repaire de la murène de Franquin. 
Walter lit sur la plage Dialogues d'exilés de Brecht.

## Publication

### Revues
L'histoire a été publiée du n° 2014 (18 novembre 1976) au n° 2046 (30 juin 1977) du journal Spirou.

### Album
Elle a été publiée dans l'album du même nom aux éditions Dupuis en janvier 1978.

### Documentation
- « Le Treizième Apôtre », Schtroumpfanzine, no 20,‎ juin 1978, p. 25.
- Patrick Pinchart, « Natacha orend son envol », dans Natacha t. 2 : Envol vers l'aventure, Dupuis, août 2008, 160 p. (ISBN 978-2-8001-4118-3), p. 3-23.